# Ouya Maichang
L'Ouya Maichang (xinès tradicional: 歐亞賣場, xinès simplificat: 欧亚卖场, pinyin: Ōuyà Màichǎng, literalment 'Centre comercial Euràsia', en anglès: Eurasia Shopping Mall) és un centre comercial situat al districte de Chaoyang, Changchun, província de Jilin, al nord-est de la Xina. És considerat el centre comercial més gran del món.
És propietat de Changchun Eurasia Group Co., Ltd, fundada el 1992, i propietari d'altres cinc centres comercials a la ciutat, a més d'altres negocis minoristes.